# Тапер Лејк (Њујорк)
Тапер Лејк (енгл. Tupper Lake) село је у америчкој савезној држави Њујорк.

## Демографија
По попису из 2010. године број становника је 3.667, што је 268 (-6,8%) становника мање него 2000. године.
| Група             | 2000.         | 2010.         |
| Белци             | 3.837 (97,5%) | 3.551 (96,8%) |
| Афроамериканци    | 30 (0,8%)     | 17 (0,5%)     |
| Азијати           | 2 (0,1%)      | 11 (0,3%)     |
| Хиспаноамериканци | 20 (0,5%)     | 33 (0,9%)     |
| Укупно            | 3.935         | 3.667         |